# 小行星4538
小行星4538（4538 Vishyanand）是一颗围绕太阳公转的小行星。1988年10月10日，鈴木憲藏在丰田市发现了此天体。
这颗小行星的绝对星等为162.9346820434562等。